# Holorusia fulvipes
Holorusia fulvipes är en tvåvingeart som först beskrevs av Edwards 1921.  Holorusia fulvipes ingår i släktet Holorusia och familjen storharkrankar. Inga underarter finns listade i Catalogue of Life.